# هنري الرابع (الجزء 2)

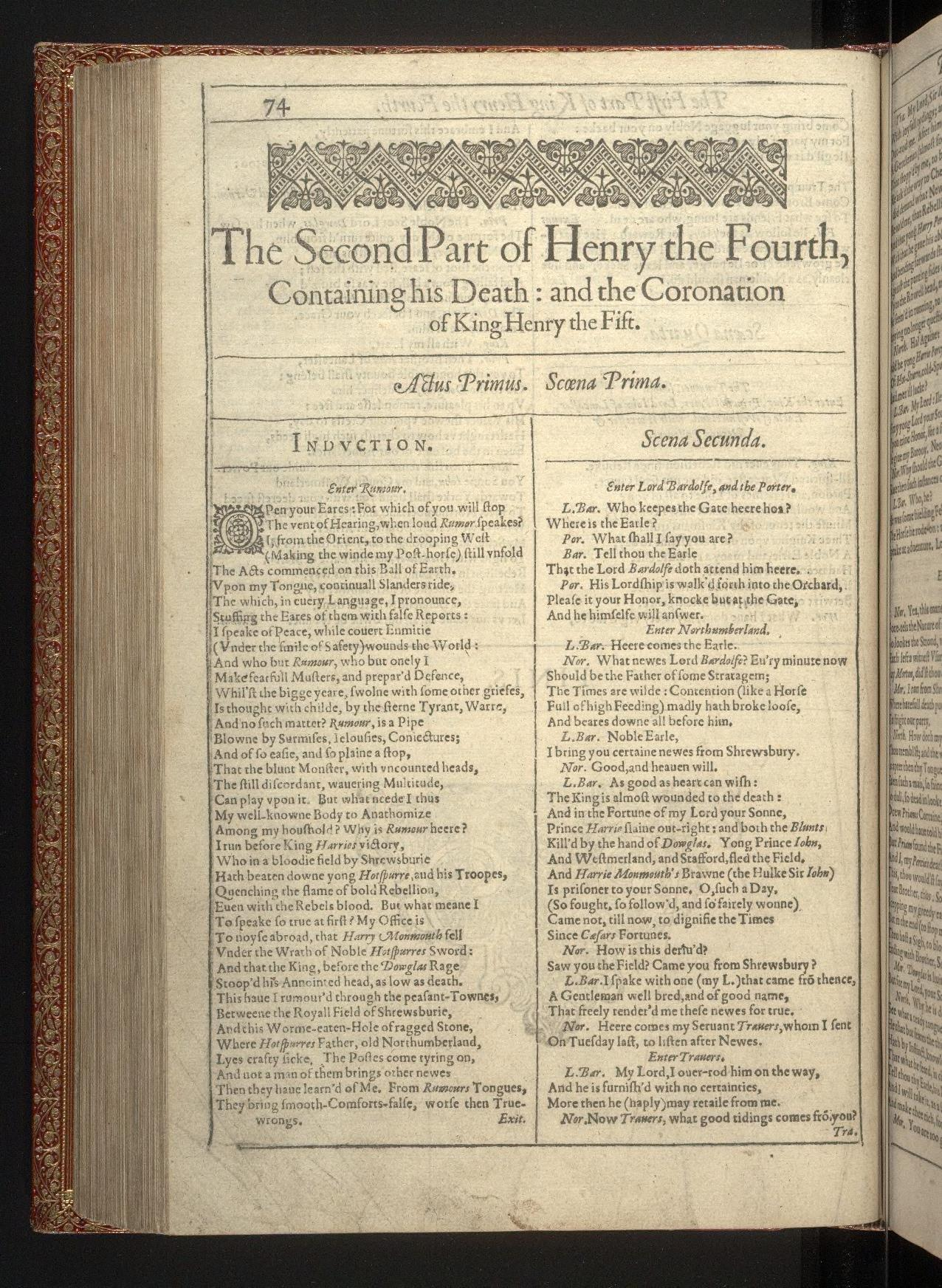

هنري الرابع، الجزء الثانى هي مسرحية تاريخية من تأليف الكاتب الإنجليزي ويليام شكسبير  ، يُعتقد أنها كُتبت في فترة بين عامى 1596 و1599 . تعتبر هذه المسرحية الجزء الثالث من الرباعية المسرحية لويليام شكسبير عن خلفاء ريتشارد الثاني ملك إنجلترا بعد مسرحيتي ريتشارد الثاني و هنري الرابع، الجزء 1 وتبعها المسرحية الأخيرة في الرباعية هنري الخامس.